# Коростельова Ольга Федорівна
Коростельова Ольга Федорівна (24 серпня 1954) — російська баскетболістка.
Олімпійська чемпіонка 1976, 1980 років.